# Campionati del mondo di atletica leggera indoor 1991 - Marcia 5000 metri
La marcia 5000 metri maschile si è tenuta l'8 e 10 marzo 1991.

## Risultati

### Batterie[1]
Vanno in finale i primi 6 di ogni batteria.
| Pos | Batterie | Nome                   | Nazione          | Tempo    | Note  |
| --- | -------- | ---------------------- | ---------------- | -------- | ----- |
| 1   | 1        | Miguel Ángel Prieto    | Spagna           | 19:46.02 | Q     |
| 2   | 1        | Frants Kostyukevich    | Unione Sovietica | 19:46.27 | Q     |
| 3   | 1        | Igor Kollár            | Cecoslovacchia   | 19:46.52 | Q     |
| 4   | 1        | Ronald Weigel          | Germania         | 19:48.79 | Q     |
| 5   | 2        | Giovanni De Benedictis | Italia           | 19:54.26 | Q     |
| 6   | 2        | Sándor Urbanik         | Ungheria         | 19:56.44 | Q     |
| 7   | 2        | Mikhail Shchennikov    | Unione Sovietica | 19:56.50 | Q     |
| 8   | 2        | Valentí Massana        | Spagna           | 19:57.49 | Q     |
| 9   | 2        | Bernd Gummelt          | Germania         | 19:57.59 | Q     |
| 10  | 1        | Jimmy McDonald         | Irlanda          | 20:04.11 | Q     |
| 11  | 2        | Andrew Jachno          | Australia        | 20:06.83 | Q     |
| 12  | 1        | Jefferson Pérez        | Ecuador          | 20:19.91 | Q, AR |
|     | 1        | Nicholas A'Hern        | Australia        | DQ       |       |
|     | 1        | Andrew Drake           | Regno Unito      | DQ       |       |
|     | 1        | Lyubomir Ivanov        | Bulgaria         | DQ       |       |
|     | 1        | Stefan Johansson       | Svezia           | DQ       |       |
|     | 2        | Nassir Hasnaoui        | Marocco          | DQ       |       |
|     | 2        | Roman Mrázek           | Cecoslovacchia   | DQ       |       |
|     | 2        | Vladimir Ostrovskiy    | Israele          | DQ       |       |
|     | 2        | José Urbano            | Portogallo       | DQ       |       |

### Finale[2]
| Pos | Nome                   | Nazione          | Tempo    | Note |
| --- | ---------------------- | ---------------- | -------- | ---- |
| 1   | Mikhail Shchennikov    | Unione Sovietica | 18:23.55 | WR   |
| 2   | Giovanni De Benedictis | Italia           | 18:23.60 | NR   |
| 3   | Frants Kostyukevich    | Unione Sovietica | 18:47.05 |      |
| 4   | Miguel Ángel Prieto    | Spagna           | 18:53.83 | NR   |
| 5   | Valentí Massana        | Spagna           | 19:08.79 |      |
| 6   | Sándor Urbanik         | Ungheria         | 19:11.85 |      |
| 7   | Bernd Gummelt          | Germania         | 19:21.97 |      |
| 8   | Jimmy McDonald         | Irlanda          | 19:24.91 | NR   |
| 9   | Ronald Weigel          | Germania         | 19:34.86 |      |
| 10  | Jefferson Pérez        | Ecuador          | 20:20.05 |      |
|     | Andrew Jachno          | Australia        | DQ       |      |
|     | Igor Kollár            | Cecoslovacchia   | DQ       |      |